# Небелиця
Небели́ця — село Макарівської селищної громади Бучанського району Київської області.

## Географія
Розташоване обабіч автомагістралі Київ — Житомир, за 18 км від центру громади та за 58 км від обласного центру. Село має 6 вулиць і є кінцевим населеним пунктом Київської області, а його західна околиця межує із Житомирською областю. Найближча залізнична станція — Бородянка, за 40 км.
Площа сільської ради становить 1566,6 га, у тому числі площа населеного пункту — 347,7 га, кількість дворів — 436.
Кількість населення — 507 осіб.
День села — 24 серпня.
Селом протікає річка Небелиця, ліва притока Здвижу.

## Історія
Краєзнавці XIX століття ототожнювали Небелицю з літописною Небльською волостю, яка згадується в літописі 3 січня 1158 року. Проте, люстрація Рожівського староства 1789 твердить, що закладена вона була як сторожка біля рудні без назви до 1764 року. Це підтверджують і народні перекази: "Перш, ніж вирости селу, на його місці стояла «стража», — твердять вони.
Першими поселенцями, напевне, були родини Гулаків, Йовенків, Федоренків та Захарчуків, оскільки ці прізвища переважають серед інших.
Лаврентій Похилевич писав про село наступне:
| "Небелиця — селище, що розміщене за 4 версти від Рожева на Києво-Житомирському шляху. Жителів проживає 635. На території селища існувало древнє городище. На думку деяких істориків це древня Небєльська волость, що належала Печерському монастиреві відповідно до запису великого князя Ярополка Із'яславовича (1086 р.) разом з волостями Деревською і Лучською. До церковної громади належать села: - Борівка — село серед лісу, за 6-ть верст від Небелиці. Жителів проживає 295 душ. - Комарівка — село за 12 верст від Небелиці Жителів проживає 335 душ. |
У XIX ст. в Небелиці жив офіцер, який завідував казенним лісом. Проживало ж у селі лише 544 особи. У 1851 р. тут побудовано церкву святого Миколи, яка володіла 35 десятинами землі. До церковного приходу належали Борівка та Комарівка. Між цими селами тягнуться залишки Змієвих валів.
У 1864 р. було відкрито церковно-приходську школу. Через село проходила дорога з Києва до Володимира і мала назву Старий шлях, але в роки радвлади її замінили на вулицю Щорса. У 1902 р. було відкрито нову школу.
На території Небелиці перебували війська різних інтервентів: німецьких, денікінських, польських, більшовицьких. У лісах навколо Небелиці діяли українські повстанські загони Мордалевича, Орлика, Струка. Лише в середині 1920 комуністична влада створила свої представництва, 1924 р. — комсомольський осередок. 1930 створена Артіль ім. 13 років Жовтня. Вона об'єднувала невелику частину нерентабельних господарств, а все успішне лишилося поза межами колгоспу. Відтак влада вдалася до терору голодом, яким убито значну частину села.
В серпні 1938 р. Небелиця виконала так званий план хлібоздачі на 100 %, а на трудодень колгоспники майже нічого не отримали.
Німецько-радянська війна знову принесла селу багато горя. В районі Небелиці йшли жорстокі бої. У період окупації десятки юнаків та дівчат були направлені на примусові роботи в Німеччину.
8 листопада 1943  Небелиця знову зайнята більшовиками. Протягом грудня йшли жорстокі бої. Коректували артилерійський вогонь по небелицькому вітряку. Із 242 небеличан, яких мобілізували до радянської армії, 127 не повернулися до рідних домівок.
Однією з маловідомих фактів війни є боротьба загону лейтенанта Дмитра Шепеленка в районі села Небелиці. 10 липня 1941 німецькі війська підійшли до річки Ірпінь. Виникла загроза сталінським військам у Києві. Було створено передовий загін на чолі з лейтенантом Шепеленком. О 4-й годині 17 липня загін наблизився до села Небелиця, маючи завдання перерізати Житомирське шосе між Небелицею і Ставищами (Брусилівський район Житомирської області) й утримувати цю дільницю до підходу підкріплення. Зав'язався бій, і майже всі полягли в нерівній битві. Залишившись один, поранений Д. Шепеленко обв'язався гранатами, кинувся під ворожий танк і підірвав його. Нацисти вимушені були відійти, залишивши на полі бою 26 своїх танків та більше сотні солдатів (за матеріалами Д. Нетреби).
1948 побудовано нову школу, яку добудовано в 1959 р. У 1954 р. споруджено Будинок культури, який славився своєю художньою самодіяльністю, гуртками, хором.
1967 споруджено будинок для сільської ради. У 1968-му в селі був млин, механічна майстерня. Діяли фельдшерсько-акушерський пункт, дитячі ясла, восьмирічна школа; населення було 1363 особи. Того ж року зведено обеліск Героям війни, впорядковано братську могилу.
В «Історії міст і сіл Української РСР» про Небелицю початку 1970-х було подано таку інформацію:

| Небелиця - село, центр сільської Ради, розташоване за 21 км від районного центру. Населення - 1177 чоловік. У селі - центральна садиба колгоспу ім. XXII з'їзду КПРС, за яким закріплено 1267 га сільськогосподарських угідь - у т. ч. 1100 га орної землі. Основний напрям господарства м'ясо-молочний. Артіль вирощує пшеницю, картоплю, льон. Допоміжні галузі: птахівництво, городництво. У Небелиці є восьмирічна школа, будинок культури, бібліотека.[2]. |
У 1980-х роках було побудовано їдальню, приватний магазин, дитячий садок.

## Населення

### Мова
Розподіл населення за рідною мовою за даними перепису 2001 року:
| Мова       | Кількість | Відсоток |
| ---------- | --------- | -------- |
| українська | 592       | 98.01 %  |
| російська  | 12        | 1.99 %   |
| Усього     | 604       | 100 %    |

## Сьогодення
У 1998 р. створено Карашинське лісництво, в 1997 р. побудовано автозаправний комплекс ПП «Модус — С». Почали діяти приватні підприємства, зокрема цех переробки деревини «Небелиця» (2002 р.) та АЗС СТОВ «Мобіле — Модус» (2000 р.).
Ще в 1989 р. колгосп ім. XX з'їзду КПРС було перейменовано в КСП «Темп», а в 2001 р. — СТОВ «Темп», яке славиться в районі та області комплексом для утримування коней.
У 1992 р. було переобладнано Свято-Миколаївську церкву і в 2002 р. відреставровано.
У 2006—2007 рр. було проведено газифікацію села, відкрито дитячий садок «Берізка», проведено реконструкцію приміщення сільської ради та ФАПу.
У 2008 р. розпочато реконструкцію приміщення Будинку культури. При Будинку культури з 1984 р. працює вокальний ансамбль «Полісяночка».
З 2009 року в Небелиці працює філія деревообробної компанії ТОВ «АГТПЛЮС».
Також у селі діє кінно-спортивний комплекс ТОВ СГП «Ферро».
11 липня 2014 року в Небелиці був встановлений найбільший прапор в Україні. Висота флагштока — 30 метрів, розміри полотнища, яке важить понад 25 кілограмів, 8х12 — це 96 метрів квадратних. Саме за розміром стяг, розміщений у Небелиці, є рекордсменом.

## Галерея

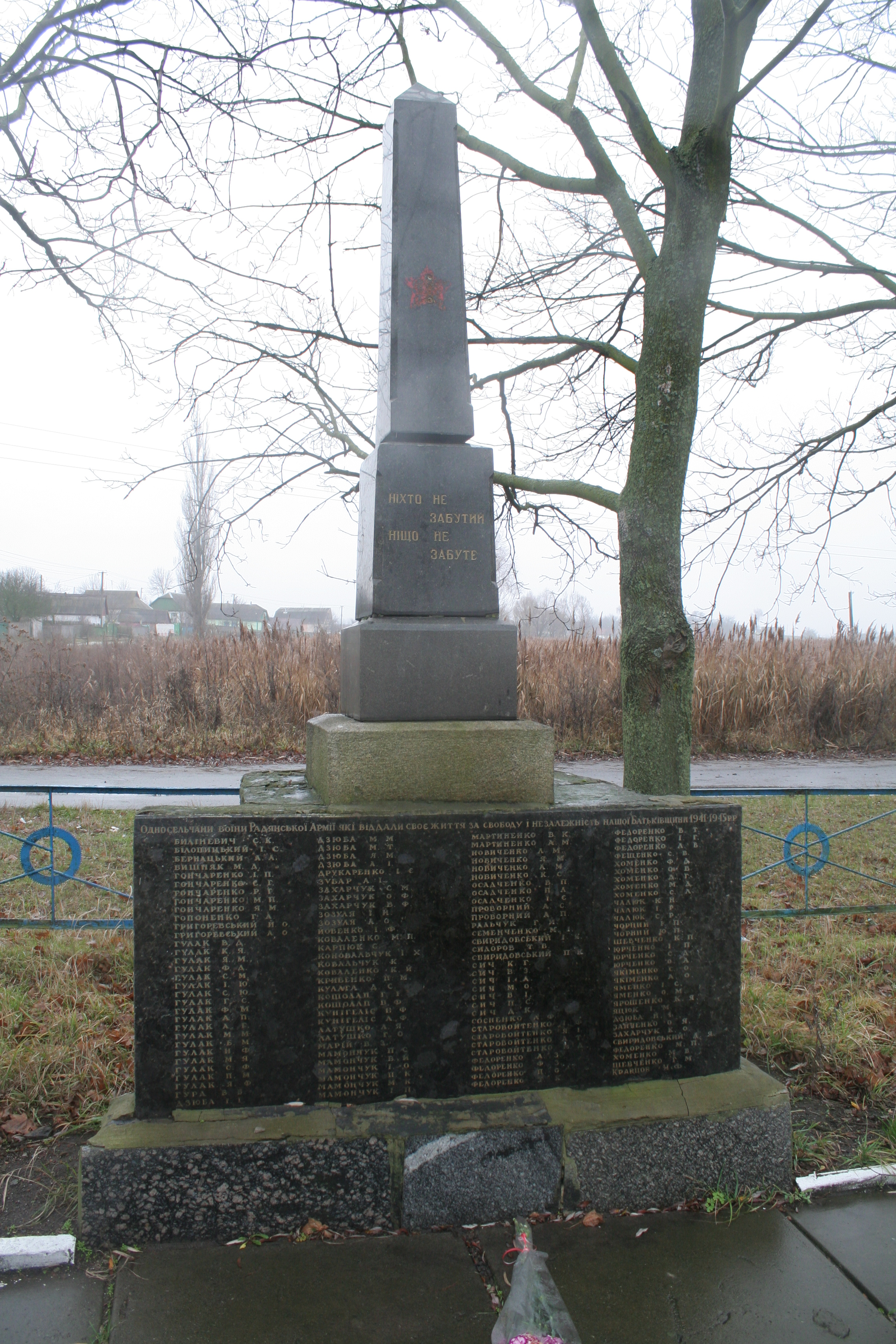
Пам'ятник на честь воїнів-односельців, що не повернулися з фронтів війни в с. Небелиця
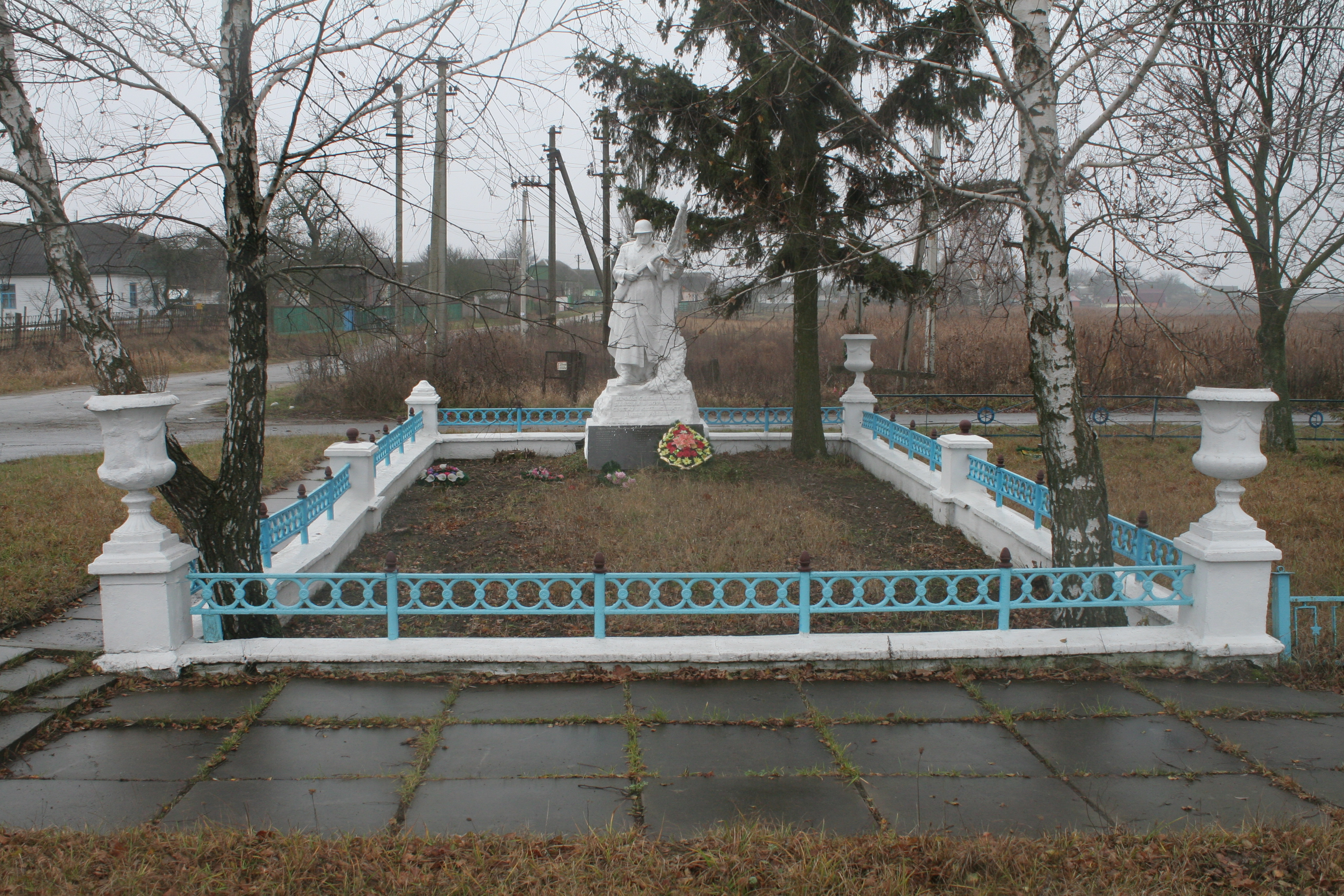
Братська могила радянських воїнів, які загинули в листопаді 1943 року
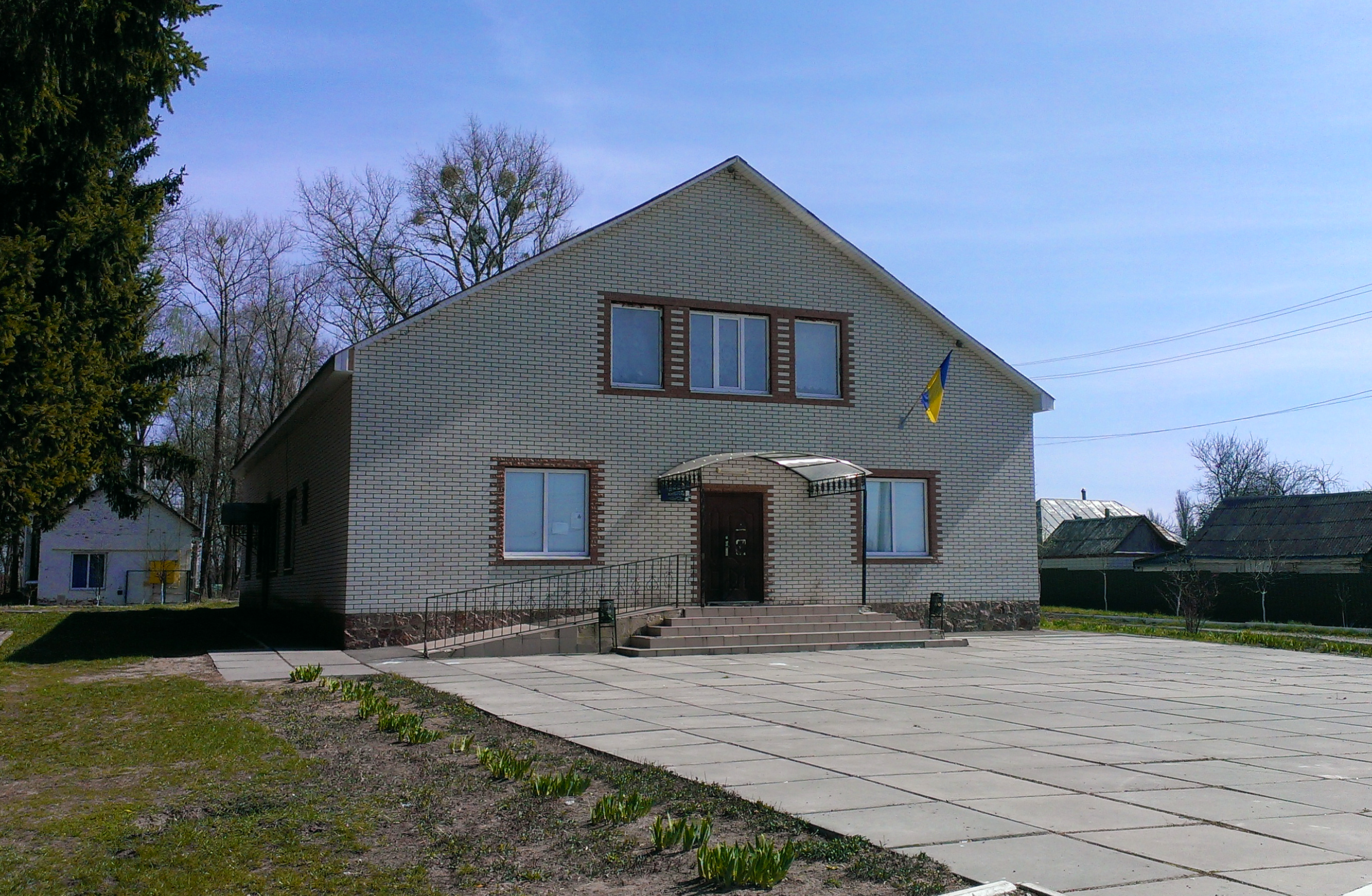
Сільський будинок культури
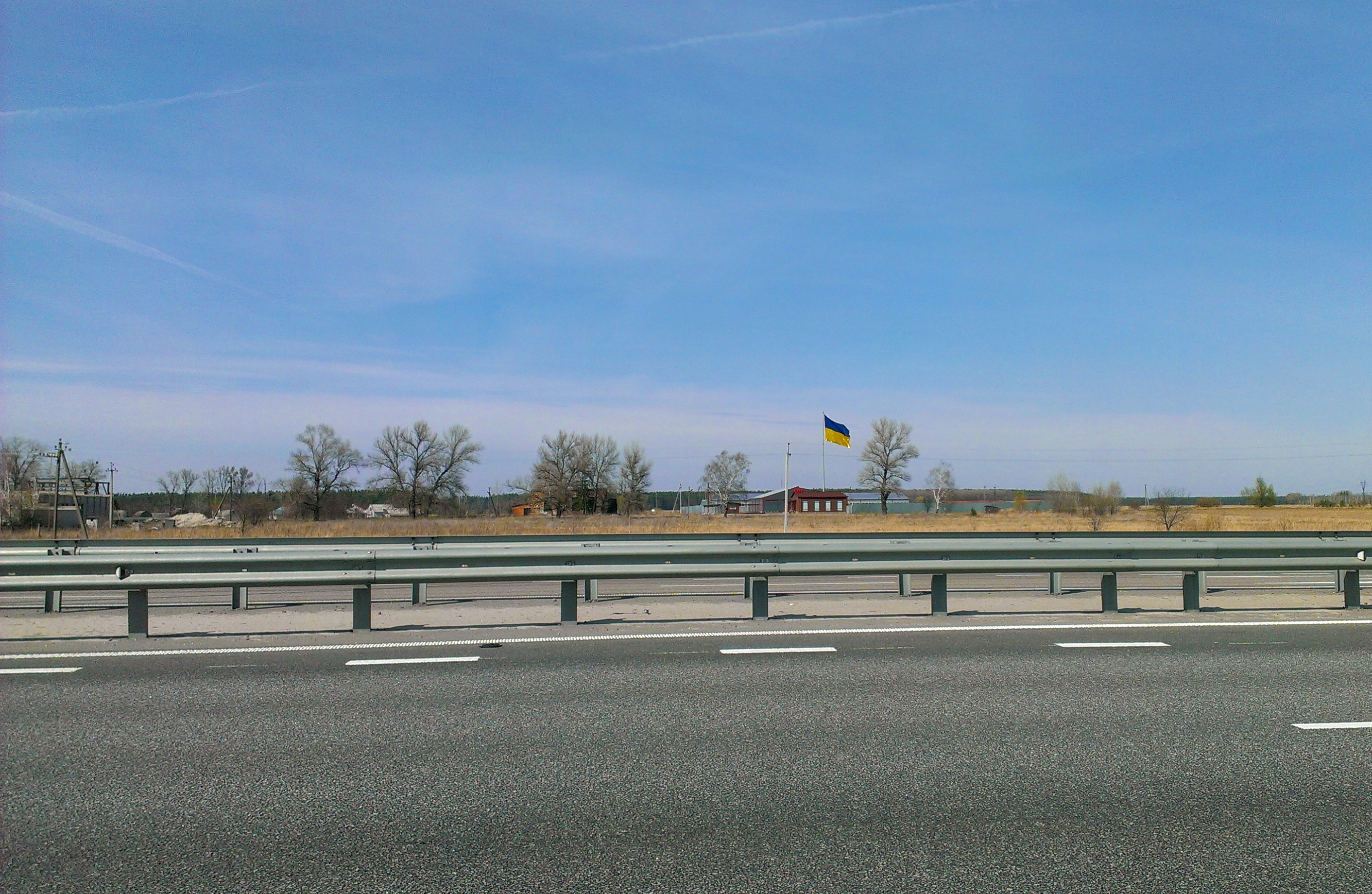
Найбільший прапор в Україні

## Відомі люди
В селі народилися:
- Дзюба Олена Миколаївна — дослідниця історії України середніх віків.
- Федоренко Григорій Михайлович — лауреат державної премії в галузі науки та техніки.

## Гімн
Від вкраїнського роду
Ти взяло свою вроду,
А ще назва прадавня
Силу й мужність дає.

Тобі є чим гордиться,
Ти в піснях «Небелиця»,
Прославляється вічно
Село рідне моє!

Голубіють рядочком
Тихим плеском ставочки,
Вдалині синь-блакиттю
Древній ліс виграє.

Хай же нива родиться,
Хай цвіте «Небелиця»,
Щастя й радість дарує
Село рідне моє.

Затуманені далі
Мене кличуть все далі,
І розлука на серці
Щемом знов віддає.

Дорога «Небелиця»,
Ти мені завжди снишся
І у серці зоришся,
Село рідне моє!